# 何志威
何志威（1973年5月31日—）為台灣男性配音員。

## 配音作品
- 主要角色名稱以粗體顯示。
- 以下皆為國語配音。

### 台灣動畫
| 播映年份 | 作品名稱       | 配演角色 | 首播平台   | 備註 |
| -------- | -------------- | -------- | ---------- | ---- |
| 2010     | 魔蹤傳奇       | 勇士     | 公視       |      |
| 2015     | 醉後決定愛上你 |          | 超視       |      |
| 2016     | 吉娃斯愛科學   | 巴彥 斗  | 靖天卡通台 |      |

### 台灣動畫電影
| 播映年份 | 作品名稱             | 配演角色          | 備註 |
| -------- | -------------------- | ----------------- | ---- |
| 2018     | 阿卡的冒險：光子秘密 | 阿卡父親 警察局長 |      |

### 台灣戲劇
| 播映年份 | 作品名稱         | 配演角色      | 角色演員 | 首播平台 | 備註 |
| -------- | ---------------- | ------------- | -------- | -------- | ---- |
| 1999     | 絕代雙驕         | 江小魚        | 林志穎   | 台視     |      |
| 1999     | 白髮魔女         | 朱由校        |          | 台視     |      |
| 2000     | 懷玉公主         | 康熙          | 孫耀威   | 華視     |      |
| 2000     | 新梁山伯與祝英台 | 梁山伯        | 羅志祥   | 中視     |      |
| 2000     | 天地傳說之魚美人 | 堂本剛        | 張智堯   | 台視     |      |
| 2001     | 天地傳說之寶蓮燈 | 劉沉香        | 林志穎   | 台視     |      |
| 2002     | 絕世雙驕         | 江小魚 江飛魚 | 林志穎   | 華視     |      |
| 2003     | 偷偷愛上你       | 姜承飛        | 鐘漢良   | 台視     |      |

### 台灣遊戲
| 年份 | 遊戲名稱                | 配演角色         | 備註   |
| ---- | ----------------------- | ---------------- | ------ |
| 2007 | 明星志願3 甜蜜樂章      | 城仲瑄           |        |
| 2007 | 幻想三國誌4             | 南宮毓 騰蛇      |        |
| 2010 | 軒轅劍外傳 雲之遙       | 久悠 黃漢卿      |        |
| 2011 | 東方雀神                | 古振東           |        |
| 2011 | 仙劍奇俠傳五            | 歐陽斌           | 台灣版 |
| 2013 | 軒轅劍陸 鳳凌長空千載雲 | 古蜀戰甲師       |        |
| 2015 | 星界神話                | 西恩 查理斯·萊茵 | [ 2 ]  |
| 2017 | 她和他和她的澎湖灣      | 鄧平             | [ 3 ]  |
| 2017 | 家有大貓                | 顏書齊           |        |
| 2018 | 妖怪鳴歌錄              | 兔兒神           |        |
| 2020 | 如果重來                | 孫立軒(SUN)      |        |
| 2020 | 甜點王子2：心動奇蹟     | 姜尹宇           |        |

### 中國大陸動畫
| 播映年份 | 作品名稱      | 配演角色             | 首播平台        | 備註 |
| -------- | ------------- | -------------------- | --------------- | ---- |
| 2011     | 神獸金剛      | 陳峰 胡博士 玄冥黑怪 | MOMO親子台      |      |
| 2012     | 甜心格格      | 武狀元               | MOMO親子台      |      |
| 2013     | 超限獵兵-凱能 |                      | 嘉佳卡通 愛奇藝 |      |

### 中國大陸戲劇
| 播映年份 | 作品名稱          | 配演角色      | 角色演員      | 首播平台 | 備註  |
| -------- | ----------------- | ------------- | ------------- | -------- | ----- |
| 2003     | 我和僵尸有個約會3 | 況復生 馬小虎 | 張國權 陳寶轅 | 亞視     | [ 4 ] |
| 2007     | 武十郎            | 雷聲大        | 胡宇崴        | 民視     |       |
| 2013     | 花非花雾非雾      | 徐浩          | 鄧倫          | 華視     | [ 5 ] |

### 日本動畫
| 播映年份 | 作品名稱                               | 配演角色 | 首播平台        | 備註                       |
| -------- | -------------------------------------- | --- | --------------- | -------------------------- |
| 年份不明 | 甲蟲奇兵                               | 卡布達（變形） 蟑螂惡霸 蠍子藍藍 |                 |                            |
| 年份不明 | 妹妹公主                               | 海神航 |                 |                            |
| 年份不明 | 奧運高手                               | 內田稔 |                 |                            |
| 年份不明 | 夢幻天女                               | 梧雄飛 |                 |                            |
| 年份不明 | 蜜糖邦尼                               | 拿鐵兔 藍兔 迪亞 蘇菲亞的爸爸 |                 |                            |
| 年份不明 | 棒球大聯盟                             | 佐藤壽也（第四～六季） 喬·吉普森二世 小森大介（第四～六季） 內山 野口 山田一郎（第三、五季） 兒玉憲太郎（第三季） 西爾瓦 理查·瓦茲 洛伊 板尾 拉瑞·蘭斯 葛雷拉                                                                                       |                 |                            |
| 年份不明 | 怪物小王子                             | 吸血鬼 紀夫 |                 |                            |
| 年份不明 | 冒險遊記                               | 畢特馬 札那古魯 |                 |                            |
| 年份不明 | 北斗神拳－天之霸王                     | 宗牙 我王 拉卡爾 |                 |                            |
| 年份不明 | 喬琪姑娘                               | 亞伯 |                 |                            |
| 年份不明 | 元素高手                               | 羅德尼·福特 傑洛副總統 瑪基蒙特 基婭的爸爸 |                 |                            |
| 年份不明 | 灌籃高手                               | 藤真健司 | 華視            |                            |
| 年份不明 | 小甜甜                                 | 安東尼 | －              | [ 6 ]                      |
| 年份不明 | 十兵衛-心型眼罩的秘密                  | 三本松番太郎 | 衛視中文台      |                            |
| 年份不明 | 忍者亂太郎                             | 平瀧夜叉丸（後期） | 華視            |                            |
| 年份不明 | 封神演義                               | 黃飛虎 姬昌 | 華視            | [ 7 ]                      |
| 年份不明 | .hack//Roots（駭客//根源）             | 芭蕉 | Animax          |                            |
| 年份不明 | 天保異聞 妖奇士                        | 小笠原放三郎 巖見 | Animax          |                            |
| 年份不明 | 真無敵鐵金剛 衝擊！Z篇                 | 兜甲兒 | Animax          |                            |
| 1998     | 金田一少年事件簿                       | 江戶川謙次 宗像志郎 | 民視            | [ 8 ]                      |
| 1999     | 銀河英雄傳說                           | 尤里安·敏茲 達斯提·亞典波羅 弗利茲·由謝夫·畢典菲爾特 烏里希·克斯拉 奧夫雷沙 奧圖·馮·布朗史維克 艾德溫·費雪 安德魯·霍克 巴格達胥 | 華視            |                            |
| 2001     | 神鵰俠侶                               | 楊過 | 華視            |                            |
| 2002     | 勇者王                                 | 獅子王凱 獅子王麗雄 | 東森電影台      |                            |
| 2005     | 遊戲王GX                               | 遊城十代 | 華視            |                            |
| 2007     | 死亡筆記本                             | 奈南川零司 梅洛 | 中視            |                            |
| 2007     | 花漾明星KIRARIN                        | 風真宙人 村西社長 月島星昴 爆笑湯米先生 高田皮耶魯 | MOMO親子台      |                            |
| 2007     | 家庭教師HITMAN REBORN!                 | 笹川了平 藍波（大人） 迪諾 柿本千種 巴茲 可樂尼洛 史佩爾畢·史庫瓦羅 貝爾飛格爾 入江正一 里奧納多·利比 草壁哲矢 初代首領 古羅·基希尼亞 史帕納（ep.115後） 桔梗 彭哥列一世/喬托/澤田家康（ep.87、97）                                                 | 台視            |                            |
| 2007     | 甜蜜聲優                               | 松丸文彥 | Animax          |                            |
| 2008     | 黑貓                                   | 托雷·哈特涅特 馬洛 神崎幸助（醫生） | Animax          |                            |
| 2008     | 銀魂                                   | 桂小太郎（後期） 土方十四郎（後期） 長谷川泰三（後期） 坂本辰馬（後期） 神威（後期） 德川茂茂 星海坊主 屁怒絽（68集） 西鄉特盛（202集起） 本城狂死郎（前期） 草野仁義（54集起） 黑駒勝男 武市變平太 柳生輿矩 南戶粹 阿伏兔 黑駒勝男 結野晴明 殺人鯨 | 衛視中文台 中視 | 從53集開始參與             |
| 2008     | 彩雲國物語                             | 李絳攸 紅邵可 宋太傅 杜影月 陽月 茶草洵 柴彰 | Animax          |                            |
| 2008     | 薔薇少女 ～序曲～                      | 槐 汪汪偵探 喬納森（貓） | Animax          |                            |
| 2008     | 守護甜心                               | 相馬空海 節奏 二階堂悠 日奈森績 翔太 日奈森修司 修羅耶 | 卡通頻道        |                            |
| 2008     | 童話槍手小紅帽                         | 漢賽爾 耶色魯 巴司泰萊 薩非洛 鈴風純太朗 迪特馬斯 蘇丹王 花俏男 | 東森幼幼台      |                            |
| 2008     | 史上最強弟子兼一                       | 白濱兼一 | 八大綜合台      |                            |
| 2008     | 亂馬1/2                                | 五寸釘光 大文字煎太郎 | 緯來綜合台      | [ 9 ]                      |
| 2008     | 涼宮春日的憂鬱                         | 多丸裕 三味線 谷口 | Animax          |                            |
| 2008     | 王牌投手 振臂高揮                      | 田島悠一郎 沖一利 加具山直人 仲澤利央 | Animax          | [ 10 ]                     |
| 2008     | 藍龍                                   | 吉羅 劍虎 康拉德 修奈德 薩保 戴斯洛 米歇艾爾 法基諾 | 卡通頻道        |                            |
| 2008     | 金色琴弦                               | 月森蓮 火原和樹 | Animax          |                            |
| 2008     | 花漾明星KIRARIN 2                      | 風真宙人 村西社長 月島星昴 爆笑湯米先生 高田皮耶魯 黑木旭 | MOMO親子台      |                            |
| 2009     | 妖逆門                                 | 三枝敏雄（倫敦） 灼銅之鬼假面 華院三月 迪古 亞紀父 | 卡通頻道        |                            |
| 2009     | 噬魂者                                 | 噬魂 齊力可·倫庫 賈斯丁·洛 聖劍 B·J 中務正宗（幼年） | 東森電影台      |                            |
| 2009     | 交響情人夢                             | 瀨川悠人 野田佳孝 | Animax          |                            |
| 2010     | 遊戲王5D's                             | 不動遊星 不動博士（後期） 布雷夫 布雷歐 林吉蔵 漢斯 塞爾吉歐 | 華視 東森幼幼台 |                            |
| 2010     | 零秒出手                               | 秀吉 | Channel V       |                            |
| 2010     | 料理偶像                               | 小林 安野新 後藤卡門 | 東森幼幼台      |                            |
| 2010     | 格鬥美神 武龍                          | 大場政夫 曹德興 |                 |                            |
| 2010     | 火影忍者疾風傳                         | 犬塚牙 宇智波鼬 干柿鬼鮫 藥師兜 勘九郎 培因 志村段藏 地達羅 角都 「山椒魚」半藏 大蛤蟆仙人 桃地再不斬 千手扉間（第二代火影） 泡沫（六尾祭品之力） 重 青 八尾牛鬼 基 九尾妖狐【九喇嘛】（ep.465起） 無梨甚八 大筒木阿修羅 鬼童丸                     | 華視            | 接替陳宏瑋                 |
| 2010     | K-ON！輕音部                           | 齊藤 沖山陽二 所有男性路人 | Animax          |                            |
| 2010     | Code Geass 反叛的魯路修                | 樞木朱雀 克洛維斯·拉·不列顛尼亞 玉城真一郎 藤堂鏡志朗 永田號 巴特·L·達爾頓 木下 | Animax          |                            |
| 2010     | S·A特優生                              | 瀧島彗 | Channel V       |                            |
| 2010     | 狼與辛香料                             | 傑廉 馬汀·里貝特 懷茲 馬克·柯爾 里戈羅·德多里 | Animax          |                            |
| 2010     | 迷宮塔                                 | 梅爾特 卡里 | Animax          |                            |
| 2011     | 七龍珠改                               | 亞姆（ep.105起） 天津飯（ep.1-98） 東界王神（辛恩） 魔人普烏 亞奇洛貝 凱里神 烏龍 波波（ep.103） 布里夫博士（ep.130起） 尼爾 可萊利 拉帝茲 弗力札 薩波 里庫姆 人造人17號 人造人19號 賽魯 夏普納 天下第一武道會播報裁判 亞摩                         | 台視 民視       |                            |
| 2011     | 惡魔奶爸                               | 古市貴之 神崎一 榊光輝 黑卡多斯 | 台視            |                            |
| 2011     | 魔幻石之戰                             | 曼樂斯 法洛 戈爾 普蘭丁 | 卡通頻道        |                            |
| 2011     | FRESH光之美少女！                      | 塔多 威斯特 | 東森幼幼台      |                            |
| 2011     | 虎與龍                                 | 北村祐作 能登久光 | Animax          |                            |
| 2011     | 武裝鍊金                               | 武藤和樹 六舛孝二 蝶野爆爵 火渡赤馬 | －              | [ 11 ]                     |
| 2012     | 青之驅魔師                             | 奧村雪男 | 東森電影台      | 2012-2017共二季            |
| 2012     | K                                      | 伊佐那社 善條剛毅 | Animax          | 2013-2016共二季            |
| 2012     | 閃電十一人GO                           | 三國太一 圓堂守 錦龍馬 久遠道也 染岡龍吾 磯崎研一 雨宮太陽 | 卡通頻道        |                            |
| 2012     | 足球騎士                               | 織田涼真 的場薰 山崎一郎 逢澤衛 | MOMO親子台      |                            |
| 2012     | 夢色蛋糕師                             | 樫野真 天野繁 卡西 | MOMO親子台      |                            |
| 2012     | 戰鬥陀螺 鋼鐵奇兵 4D                   | 龍牙 約翰尼斯 巴奧 朱利斯·凱薩 達姆雷 史迪爾 伊晏 美國DJ | 卡通頻道        |                            |
| 2012     | 薄櫻鬼                                 | 藤堂平助 山南敬助 | Animax          |                            |
| 2012     | 天國少女                               | 卡爾·羅善塔爾 哈利·邦茲華斯 普雷多林·邦茲華斯 以撒·諾威 曹望青 | －              | [ 6 ]                      |
| 2012     | 數碼寶貝大匯戰                         | 劍善次郎 顯示屏獸（長老） 奇蛙獸 火車獸 戰策獸 冰惡魔獸 墮天地獄獸 聖劍天使獸 古代火山獸 戰鬥暴龍獸 奇蛙獸 黃蜂獸 古海龜獸 藍色火焰獸 法老王獸 菲利斯獸 繪圖獸 黑色戰車獸                                                                           | 台視            |                            |
| 2012     | 怪談餐廳                               | 甲本翔 妖怪賈爾森 寺廟師父 警察 食堂老闆 亞子的爺爺 拓馬 醫院醫生 男性上班族 美知子的大學朋友 文太前世的爸爸 紅鬼的手下 山櫻小學學生 | 八大綜合台      |                            |
| 2013     | 驅魔少年                               | 亞連‧沃克 | 衛視電影台      |                            |
| 2013     | 魔奇少年                               | 裘達爾 賈米爾 賈法爾 阿布瑪德·沙爾賈 | 八大綜合台      |                            |
| 2013     | Battle Spirits Brave（少年勇者）       | 月光巴羅涅 卡贊 佐爾達 硯秀斗 旁白 賢者索羅 路查 | 東森幼幼台      |                            |
| 2013     | 遊戲王ZEXAL                            | 神代凌牙 等等力孝 菲卡博士 No.96黑霧 | 東森幼幼台      |                            |
| 2013     | 李洛克的青春全力忍傳                   | 犬塚牙 藥師兜 勘九郎 地達羅 九尾妖狐 重 角都 干柿鬼鮫 | 東森電影台      |                            |
| 2013     | 花牌情緣                               | 綿谷新 西田優征 持田太 栗山老師 伊勢老師 深作時次 | Animax          |                            |
| 2013     | 武裝鍊金                               | 武藤和樹 根來忍 | Animax          | [ 12 ]                     |
| 2013     | 王者天下                               | 嬴政 漂 | 衛視電影台      |                            |
| 2013     | 聖鬥士星矢Ω                            | 天馬座光牙 | 東森電影台      |                            |
| 2013     | Fate/Zero                              | 韋佛·維爾威特 言峰璃正 | 衛視中文台      |                            |
| 2014     | 金田一少年事件簿                       | 金田一一 貓田光成 赤堤響介 東城真琴 金田昌平 | Animax          | [ 13 ]                     |
| 2014     | 鑽石王牌                               | 降谷曉 倉持洋一 | 台視            |                            |
| 2014     | 境界的彼方                             | 神原秋人 | Animax          |                            |
| 2014     | 數碼獸合體戰爭 穿越時空的少年獵人們    | 最上龍馬 | 台視            |                            |
| 2014     | 打工吧！魔王大人                       | 真奧貞夫 | 衛視中文台      |                            |
| 2014     | 革命機Valvrave                         | 犬塚久間 哈諾因 費加洛 | Animax          |                            |
| 2014     | 流浪神差                               | 荻原學 | 八大娛樂台      |                            |
| 2014     | 飆速宅男                               | 手嵨純太 新開隼人 真波山 石垣光太郎 館林元成 大粒健士 | 衛視電影台      |                            |
| 2014     | 花漾明星KIRARI 3                       | 風真宙人 村西社長 高田皮耶魯 | MOMO親子台      |                            |
| 2015     | 動物偵探奇魯米                         | 龍童帕魯斯 御子神保 大關正隆 桐野 地井 樺谷 船古津 建的爸爸 魯法斯·勳伯格 | 超視            |                            |
| 2015     | 七大罪                                 | 金恩/赫勒昆 哥吉烏斯 都雷法斯 古利亞摩爾 弗勞德林 「不殺」古雷羅德 | Animax          | 2015-2018 共二季、一特別篇 |
| 2015     | 赤髮白雪姬                             | 千·威斯塔利亞 里德逆賊首領 伊托亞 | Animax          | 2015-2016共二季            |
| 2016     | 食戟之靈                               | 幸平創真 佐久間時彥 | 衛視電影台      |                            |
| 2016     | 金田一少年事件簿R                      | 金田一一 | Animax          | 2016-2017共二季            |
| 2016     | 遊戲王ARC-V                            | 榊遊矢 （ep.27童年） 提歐 権現坂之父 大漁旗鐵平 | 東森幼幼台      |                            |
| 2016     | 三坪房間的侵略者！？                   | 里見孝太郎 | Animax          |                            |
| 2016     | 偽戀                                   | 一條樂 | Animax          |                            |
| 2016     | 七龍珠超                               | 維斯（第7宇宙天使） 亞姆 魔人普烏 人造人17號 弗力札 比拉夫 莫那卡 東界王神（辛恩/第7宇宙界王神） 亞奇洛貝（ep.48） 布里夫博士 祖諾 弗洛斯特 古力魯 複製古力魯 扎馬斯 錫德拉（第9宇宙破壞神） 貝爾蓋莫 貝爾摩德（第11宇宙破壞神）                    | 民視            |                            |
| 2016     | 一拳超人                               | 埼玉 原子武士 金屬騎士 帥氣蒙面俠甜美假面 莿槍俠 裝甲猩猩 臭鼬男孩 郝艾文 | Animax          |                            |
| 2016     | 路人超能100                            | 花澤輝氣 鄉田武藏 神室真司 影山茂夫之父 | Animax          |                            |
| 2017     | 雙星之陰陽師                           | 石鏡悠斗 斑鳩士門 鸕宮天馬 五百藏鳴海 額塚篤 化野豹牙 闇無 土御門御影／安倍晴明 | Animax          |                            |
| 2017     | 這個美術社大有問題！                   | 社長 小山幸夫 | Animax          |                            |
| 2017     | 鎖鏈戰記～赫克瑟塔斯之光～             | 尤里／黑騎士 | Animax          |                            |
| 2017     | 廢天使加百列                           | 校長 班主任 店長 | Animax HD       |                            |
| 2017     | 吸血鬼僕人                             | 有棲院御園 海德 | Animax          |                            |
| 2018     | 歡迎來到實力至上主義的教室             | 平田洋介 高圓寺六助 山內春樹 龍園翔 坂上數馬 真嶋智也 跟蹤狂店員 | Animax          |                            |
| 2018     | 閃電十一人 阿瑞斯的天秤                | 灰崎凌兵 岩戶高志 冰浦貴利名 岩垣登郎 齊藤岩石 | Animax          |                            |
| 2018     | Free!特別版 -Take Your Marks-          | 御子柴百太郎 桐嶋郁彌 | 東森電影台      |                            |
| 2018     | UQ HOLDER！悠久持有者！                | No.10 飴屋一空 阿三 超星仔 阿爾比雷歐·伊馬 三橋徹 白石 | Animax HD       |                            |
| 2019     | 魔導少年 最終章                        | 納茲·多拉格尼爾 馬卡羅夫·德雷亞 裘拉·涅基斯 魯法斯·羅亞 瓦卡巴·米涅 黑龍／亞克諾羅基亞 | Animax          |                            |
| 2019     | 魔法律事務所                           | 火向洋一 前田 平田殘雪 天橋地縛靈 蘇菲的父親 | Animax          |                            |
| 2019     | 棒球大聯盟2nd                          | 茂野吾郎 鈴木安迪 藤井 茂野英毅 玉城 眉村涉 | 東森電影台      |                            |
| 2019     | 調教咖啡廳                             | 秋月紅葉 | Animax          |                            |
| 2019     | 慕留人 火影新世代                      | 結乃岩兵衛 犬塚牙 日向日足 勘九郎 藥師兜 九喇嘛 大筒木舍人 大筒木桃式 牛鬼 辛牙 | MOD             |                            |
| 2019     | 妖怪手錶 光影之卷                      | 月浪冬馬 吉胖喵 小石獅 梟 | Animax          |                            |
| 2020     | 多田君不戀愛                           | 杉本一 多田正造 | Animax HD       |                            |
| 2020     | 為了女兒，我說不定連魔王都能幹掉。     | 迪爾·雷齊 | Animax          |                            |
| 2020     | 超人高中生們即便在異世界也能從容生存！ | 艾爾克 烏爾加 英薩吉 克勞斯 海傑拉德 萊傑納赫 古斯塔夫 | Animax          |                            |
| 2020     | 輝夜姬想讓人告白～天才們的戀愛頭腦戰～ | 石上優 田沼翼 阿道爾夫·佩斯卡羅 四宮雁庵 田沼正造 | Animax          | （全三季）                 |
| 2020     | 鬼滅之刃 無限列車篇                    | 猗窩座（上弦之參） | 東森電影台      |                            |
| 2021     | 出租女友                               | 木之下和也 | Animax          |                            |
| 2021     | 堀與宮村                               | 石川透 谷原槙雄 堀京介 | Animax          |                            |
| 2022     | 現實主義勇者的王國重建記               | 卡斯德爾·巴卡斯 馬克斯 賽巴斯汀·銀鹿 | Animax          |                            |
| 2022     | 鬼滅之刃 遊郭篇                        | 猗窩座（上弦之參） | 東森電影台      |                            |
| 2022     | 魯邦三世 PART6                         | 石川五右衛門 阿爾貝‧唐德萊奇 賽巴斯丁‧莫蘭 佛克納爵士 莫頓執事 大道寺大佐 克羅斯比 布魯頓老師 冒牌卡森 米哈爾／米迦勒 亞歷克斯‧傑金森 戴瑞克‧龐斯 梅班克斯 胡狼 瑟林姆 葛瑞森／教祖大人 波恩 丹尼爾‧西葛森                                          | Animax          |                            |
| 2022     | 海賊王女                               | 雪丸 椿 麥斯蓋佛二世 | Animax          |                            |
| 2022     | 食鏽末世錄                             | 賈維 敷島 自衛團副長 | Animax          |                            |
| 2023     | 她來自煩星                             | 面堂終太郎 阿當的父親 眼鏡同學／小智 北斗 友引超人 | Animax          |                            |

### 歐美動畫
- 《校園神兵》：神秘馬丁
- 《Ben 10系列》：田小班（青少年）、蟹甲智多星、凱斯
- 《柏靈頓熊》：柏靈頓
- 《少年超人隊》：超人、未來超人、合金小子、獵手、冷血伯爾、昂提爾、布蘭德
- 《冒險王奇克》：奇克·巴斯基
- 《森林泰山（英语：George of the Jungle (2007 TV series)）》：喬治
- 《變形金剛進化版》：天王星、爵士、胡蜂、廢鐵、溶解魔（普羅米修斯·布雷克）、憤怒射手（A‧A‧亞徹）、奈米超人（尼諾‧西斯頓）、巨頭（亨利·麥特森）
- 《魚樂圈》：米羅、史提拉校長
- 《幻影丹尼》：阿丹
- 《孤島生存大亂鬥》：肉圓、丁帥
- 《旋風忍者》：阿剛
- 《極速戰輪（英语：Hot Wheels Battle Force 5）》：阿賓、垮克摩多
- 《超能量戰士Max（英语：Max Steel (2013 TV series)）》：奈特、柯比
- 《魔法俏佳人》：藍天（第一季）
- 《公主闖天關》：麥戈·迪亞
- 《卡片王子大暴走》：小翰
- 《校園搞怪王》：球球(Angelo)
- 《新唐老鴨俱樂部》：休依、杜依、路依
- 《少年悍將》：小閃電俠／閃電小子

### 韓國動畫
| 播映年份 | 作品名稱 | 配演角色    | 首播平台 | 備註 |
| -------- | -------- | ----------- | -------- | ---- |
| 2011     | 奇幻寶貝 | 阿盧 紅騎士 | 卡通頻道 |      |

### 特攝片
| 播映年份 | 作品名稱                       | 配演角色 | 角色演員/配音 | 首播平台   | 備註   |
| -------- | ------------------------------ | --- | --- | ---------- | ------ |
| 2003     | 超人力霸王高斯                 | 春野武藏 | 杉浦太陽 | 緯來戲劇台 |        |
| 2004     | 假面騎士龍騎                   | 秋山蓮 淺倉威 由良吾郎                                                                                      | 松田悟志 萩野崇 弓削智久 | 華視       | TV版   |
| 2005     | 超星艦隊                       | 安藤拓人 | 高橋良輔 | 民視       |        |
| 2006     | 假面騎士劍                     | 劍崎一真 | 椿隆之 | 東森       | TV版   |
| 2007     | 獸拳戰隊香港大決戰             | 漢堂將 巴蠅                                                                                                 | 鈴木裕樹 石田彰 | 卡通頻道   | 劇場版 |
| 2008     | 炎神戰隊BUNBUN!BANBAN!劇場BANG | 城範人 鋼砲警犬 運輸鯨無霸                                                                                  | 碓井將大 濱田賢二 西村知道 | 卡通頻道   | 劇場版 |
| 2009     | 炎神戰隊轟音者VS激氣連者       | 城範人 漢堂將 鋼砲警犬 運輸鯨無霸 巴蠅 雙節棍蠻機                                                           | 碓井將大 鈴木裕樹 濱田賢二 西村知道 石田彰 吉水孝宏 | 卡通頻道   | 劇場版 |
| 2009     | 獸拳戰隊激氣連者               | 深見烈 巴蠅 元飆 雄鉤 馬加 卜克 瑪其利卡 吳三谷 謝龐 艾卡 朱也 朱瑪拉 余二 李湖 阿猴 多羅 勾與 雛愚（阿丹） | 高木萬平 石田彰 草尾毅 柴田秀勝 長嶝高士 安井邦彥 土田大 秋元羊介 堀之紀 石野龍三 廣川太一郎 近藤孝行 酒井敬幸 高戶靖廣 島田敏 稻田徹 喜山茂雄 大葉健二 | 八大戲劇台 | TV版   |
| 2010     | 炎神戰隊轟音者                 | 石原軍平 鱷魚拖車 幽溝史坦因                                                                                | 海老澤健次 津久井教生 梁田清之 | 八大戲劇台 | TV版   |
| 2011     | 假面騎士DECADE                 | 鳴瀧 紅渡 辰巳真嗣 尾上巧 龍太洛斯 野上幸太郎 新 轟鬼 坂田健兒 海東純一 谷千明                              | 奧田達士 瀨戶康史 水谷百輔 制野峻右 鈴村健一 櫻田通 牧田哲也 川口真五 坂本惠介 黑田勇樹 鈴木勝吾                                                        | 卡通頻道   | TV版   |
| 2011     | 119特警隊：打火英雄            | 炎達也 右焰王                                                                                               | 久保翔 千葉進歩 | 東森幼幼台 |        |
| 2013     | 特命戰隊Go Busters             | 櫻田弘 | 鈴木勝大 | 東森幼幼台 | TV版   |

### 日劇
- 《亂馬1/2》：早乙女亂馬
- 《魔女的條件》：黑澤光
- 《名偵探柯南真人版SP4 拍戲現場殺人事件》：工藤新一※緯來電影台2012年版本

### 韓劇
- 《流星花園》：尹智厚
- 《燦爛的遺產》：鮮于煥
- 《兩個妻子》：姜哲秀
- 《不能結婚的男人》：朴賢奎、朴光男
- 《拜託小姐》：李泰云
- 《惡作劇之吻》：白勝祖
- 《不能沒有你》：李岡浩、姜室長
- 《成均館緋聞》：李先俊
- 《笑吧！東海》：東海
- 《甜蜜謊言》：玄尚熙
- 《愛的呼喚》：尹少俊
- 《你真漂亮》：卞康修
- 《我的女友是九尾狐》：車大雄
- 《我的公主My Princess》：健一
- 《搖滾吧！花樣男團》：徐京鐘※tvN版本
- 《花美男拉麵店》：金保羅
- 《黃色復仇草》：夏允才、朴昌斗
- 《求婚大作戰》：姜柏虎
- 《The King 2 Hearts（愛上王世子）》：李在河
- 《鋼琴下的祕密》：柳仁河
- 《玻璃面具》：金河俊、吳日煥
- 《想你》：姜亨俊
- 《時尚女王》：姜英傑
- 《戀愛魔法鐘》：黃民秀（金恩東）、金恩東（少年）
- 《千年之戀》：崔江置
- 《超完美褓姆》：殷斗潔、涵潔的老師
- 《仁顯王后的男人》：金鵬道※Channel M版本
- 《49天》：引渡使者宋宜秀※ONE TV版本
- 《繼承者們》：尹燦榮、文俊英
- 《來自星星的你》：李輝京
- 《看見味道的少女》：崔武刻/崔武閣
- 《愛你的時間》：車敘厚
- 《夜行書生》：李允
- 《打架吧鬼神》：朴奉八
- 《美女孔心》：孔赫、警察
- 《女人的秘密》：劉康宇
- 《最佳戀人》：白康浩
- 《老婆這週要出牆》：安俊英
- 《提皮箱的女人》：馬鍚宇、吳京煥
- 《大力女都奉順》：都七九、安東碩、金光福、重案三組刑警、金長賢、吳桐兵、占卜師
- 《1%的可能性》：李載仁
- 《醫療船》：郭賢、秋元公
- 《重新開始》：河聖才、李善昊
- 《青春練習曲》：趙河那
- 《給予幸福的人》：徐碩鎮
- 《奇怪的搭檔》：池恩赫
- 《金錢花》：張富天
- 《花遊記》：豬八戒／P.K
- 《你是禮物》：馬道振

### 美劇
- 《假面騎士龍騎》：凱泰勒

### 英劇
- 《少年魔法師梅林》：亞瑟王子

### 日本動畫電影
- 《光之美少女劇場版：鳳凰傳說》：雲之園長老、弗利茲、藤村省吾
- 《跳躍吧！時空少女》：間宮千昭
- 《森林大帝劇場版》：傑克、拉姆涅、阿朗※普威爾DVD版本
- 《火影忍者疾風傳劇場版 火意志的繼承者》：犬塚牙、卑留呼
- 《火影忍者劇場版 血獄》：犬塚牙、無垢（悟）
- 《火影忍者劇場版 忍者之路》：犬塚牙、春野兆、宇智波鼬、地達羅、干柿鬼鮫
- 《火影忍者劇場版：最終章》：大筒木舍人
- 《追逐繁星的孩子》：瞬、心
- 《夏日大作戰》：小磯健二、陣內了平、篠原和雄
- 《10th週年劇場版 遊戲王 ～超融合！跨越時空的羈絆～》：遊城十代、貝卡斯·J·克羅佛多、克羅‧霍根
- 《遊戲王：次元的黑暗面》：城之內克也、KC太空站AI、貘良之父、奴役幼年藍神等人的壯漢、百濟木手下（最高壯者）、拿槍威脅藍神的KC社員
- 《螢火蟲之墓》：清太
- 《風之谷》：阿斯貝魯
- 《河童之夏》：上原保雄、小酷的父親、俊夫、雜誌記者
- 《X劇場版》：桃生封真
- 《死神劇場版：鑽石星塵的反叛》：黑崎一護※緯來電影台版本
- 《銀魂完結篇 永遠的萬事屋》：時間小偷、土方十四郎、桂小太郎、長谷川泰三、坂本辰馬
- 《七龍珠Z劇場版 神與神 》：維斯、界王神
- 《七龍珠Z劇場版 復活的F 》：維斯、加克
- 《你的名字》：敕使河原克彥
- 《Free!劇場版 -Timeless Medley- 絆》：御子柴百太郎、桐嶋郁彌
- 《Free!劇場版 -Timeless Medley- 約束》：御子柴百太郎、桐嶋郁彌
- 《鬼滅之刃劇場版 無限列車篇》：猗窩座（上弦之參）[14]
- 《銀魂 THE FINAL》：桂小太郎、土方十四郎、長谷川泰三、服部全藏
- 《七龍珠超 超級英雄》：維斯
- 《THE FIRST SLAM DUNK》：松本稔、潮崎哲士
- 《魯邦三世VS貓眼》：石川五右衛門
- 《鬼滅之刃 上弦集結，前進刀匠村》：猗窩座（上弦之參）

### 歐美動畫電影
- 《小姐與流氓2：狗兒逃家記》：史坎普
- 《失落的帝國：神秘的水晶》：邁羅·詹姆斯·戴奇
- 《星銀島》：賀詹姆
- 《奇妙仙子》：泰倫斯
- 《雷神奇俠》：洛基※中華電信MOD福斯家庭電影頻道版本
- 《雙鼠記》：悲絕（大耳仔）

### 海外電影
- 《戀空》：櫻井弘樹
- 《哈利波特》系列：佛雷·衛斯里、湯姆·瑞斗（少年時期）
- 《挪威的森林》：突擊隊
- 《鼠來寶2》：托比
- 《女巫一族3》：巴迪
- 《GANTZ 殺戮都市 二部曲》：玄野計
- 《貞子3D》：安藤孝則
- 《搖擺女孩》：中村拓雄
- 《女巫也瘋狂 》：麥斯※中華電信MOD福斯家庭電影頻道版本
- 《這個高中沒有鬼》：尼克
- 《麒麟之翼》：青柳悠人
- 《延坪海戰》：朴東赫
- 《暗殺教室》：潮田渚
- 《爆漫王。》：新妻惠一兒、福田真太
- 《銀魂-三葉篇-》：土方十四郎
- 《晶兵總動員》
- 《飛進未來》：喬許（大人）

### 海外遊戲
| 年份 | 遊戲名稱             | 配演角色                           | 備註   |
| ---- | -------------------- | ---------------------------------- | ------ |
| 2015 | 星海爭霸II：虛空之遺 | 凱拉克                             |        |
| 2016 | 聖鬥士星矢3D手遊     | 天鵝座冰河                         | [ 15 ] |
| 2016 | LINE 爆彈少女        | 黑鐵零二                           |        |
| 2021 | 模型少女AWAKE        | 倉田龍馬、明智光秀、克里斯、電鋸熊 |        |
| 2021 | 寶可夢大集結         | 系統語音                           |        |